# Rhoda Mary Abbott
Rhoda Mary Abbott, geboren Hunt, (Aylesbury, 14 januari 1873 - Londen, 18 februari 1946) was een Brits passagier van de RMS Titanic. In 1912 was zij de enige vrouwelijke passagier die ten onder ging met het schip en de scheepsramp toch overleefde.

## Biografie
Rhoda Mary Abbott verhuisde in 1894 van het Verenigd Koninkrijk naar de Verenigde Staten. Nadat ze in 1911 was gescheiden van haar man, keerde ze met haar zonen terug naar Engeland met de RMS Olympic. Haar zonen waren echter niet gelukkig in Engeland, waardoor ze besloot terug naar de VS te trekken in april 1912. Het gezin ging op 10 april 1912 aan boord van de RMS Titanic als derdeklassepassagiers.
Op 15 april 1912, de dag van de ramp van de Titanic, lag het gezin al te slapen toen het schip een ijsberg raakte. Een kwartier na middernacht werden ze door een bediende gevraagd om hun reddingsvesten aan te trekken en zich naar het dek te begeven. Nadat ze eerst in de rij van de derdeklassepassagiers stonden te wachten, vertrokken ze nadien naar de vertrekken van de tweede klasse. Daar zou haar zoon Rossmore op zijn knieën hebben gebeden dat zijn moeder de ramp zou overleven, zelfs al zouden hij en zijn broer het niet overleven. Hoewel enkel vrouwen en kinderen in de reddingssloepen werden toegelaten, wisten de zonen hun moeder te vergezellen tot aan de reddingssloepen. Rond twee uur kwamen ze aan bij de reddingssloepen. Op dat moment werden de laatste sloepen gevuld. Toen het aan Abbott was om in te stappen, besefte ze dat haar zoons zouden moeten achterblijven, waardoor ze de plaats in de reddingssloep weigerde.
Toen het schip verder zonk, kwam Abbott in het water terecht. Nadat ze haar zoons was kwijtgeraakt en ze in het koude water onderkoeling riskeerde, kon ze alsnog een reddingssloep bereiken. Verscheidene inzittenden van deze sloep zijn alsnog bezweken: van de mensen aan boord was Abbott een van de slechts 13 die het overleefden. Haar twee zonen verdwenen op zee en enkel het lichaam van Rossmore kon later worden geïdentificeerd.
Aan boord van de RMS Carpathia kreeg Abbott in de rookkamer de nodige zorgen toegediend. Haar benen hadden dermate veel schade opgelopen door het ijskoude zeewater, dat ze pas weer kon lopen toen ze in New York aan kwam. In New York werd ze opgenomen in het St. Vincent's Hospital. Ze was een van de laatste overlevenden die uit het ziekenhuis werden ontslagen.